# NGC 5392
NGC 5392 (również PGC 49792) – galaktyka spiralna (S0-a), znajdująca się w gwiazdozbiorze Panny. Odkrył ją William Herschel 15 kwietnia 1787 roku.